# Karp, Voivodato de Podlaquia
Karp [pronunciación en polaco: /karp/] es un pueblo ubicado en el distrito administrativo de Gmina Rudka, dentro del Condado de Bielsk, Voivodato de Podlaquia, en el norte de Polonia oriental. Se encuentra aproximadamente a 3 kilómetros al norte de Rudka, a 33 kilómetros al oeste de Bielsk Podlaski, y a 51 kilómetros al suroeste de la capital regional Bialystok.